# Tyson Fury
Tyson Luke Fury (biệt danh: The Gypsy King; sinh ngày 12 tháng 8 năm 1988) là một võ sĩ Quyền Anh chuyên nghiệp người Anh và Ireland. Anh là nhà vô địch Quyền Anh hạng nặng thế giới, hiện đang giữ đai WBC và danh hiệu The Ring kể từ khi đánh bại Deontay Wilder vào năm 2020; nguyên là võ sĩ thống nhất đai thế giới WBA (Super), IBF, WBO, IBO và danh hiệu The Ring sau khi đánh bại Wladimir Klitschko trong năm 2015. Với việc đánh bại Wilder, anh trở thành võ sĩ hạng nặng thứ ba, sau Floyd Patterson và Muhammad Ali đạt cột mốc hai lần giành được danh hiệu The Ring, và được nhiều phương tiện truyền thông, chuyên gia võ thuật coi là nhà vô địch hạng nặng chính thống vĩ đại. Tính đến tháng 10 năm 2021, anh được xếp hạng là võ sĩ hạng nặng đương đại xuất sắc nhất thế giới bởi ESPN, Bảng xếp hạng Quyền Anh xuyên quốc gia (TBRB), và BoxRec, xếp hạng P4P (pound for pound) mọi hạng cân thứ ba thế giới bởi BoxRec, thứ tư bởi ESPN, và thứ bảy bởi TBRB, và Hiệp hội Nhà văn Quyền Anh Hoa Kỳ.
Thời nghiệp dư, Tyson Fury là võ sĩ đại diện cho cả Anh và Ireland vì anh sinh ra ở Manchester, trong một gia đình Irish Travellers. Dòng dõi gia đình của anh đến từ Belfast và Galway; bố mẹ di cư đến Anh khi anh còn nhỏ. Anh từng giành chiến thắng hạng siêu nặng Quyền Anh nước Anh vào năm 2008 trước khi chuyển sang chuyên nghiệp vào cuối năm đó khi 20 tuổi. Sau khi vô địch hạng nặng nước Anh hai lần, anh trở thành nhà vô địch Quyền Anh nước Anh và Khối thịnh vượng chung Anh vào năm 2011, giành được danh hiệu Quyền Anh Ireland và WBO Inter-Continental, sau đó là WBO thế giới và tiến tới thống nhất một phần Quyền Anh hạng nặng thế giới với WBA, WBO, IBF, IBO và The Ring.
Tyson Fury đã bị tước danh hiệu IBF 10 ngày sau khi đạt được vì không thể đấu với người thách đấu bắt buộc của IBF, theo điều khoản trong hợp đồng. Trận tái đấu đã không thành hiện thực vì anh gặp các vấn đề về sức khỏe tâm thần dẫn đến nghiện rượu, sử dụng ma túy để tiêu khiển và tăng cân quá mức, dẫn tới bị buộc tội về doping bởi tổ chức chống doping. Năm 2016, anh rời bỏ các danh hiệu WBA, WBO, IBO; và The Ring vào đầu năm 2018. Cuối năm đó, sau hơn hai năm không tham trận, Tyson Fury quay trở lại Quyền Anh bằng việc thách đấu cho đai hạng nặng WBC với Deontay Wilder. Chiến thắng Wilder là bước ngoặt cho sự trở lại của ông, đưa Fury tiếp tục sự nghiệp thống nhất toàn diện hạng nặng thế giới.

## Thời thơ ấu và nghiệp dư

### Xuất thân
| “                                                            | Các bác sĩ nói với tôi rằng không có nhiều cơ hội sống cho nó. Tôi đã mất hai đứa con gái cũng bởi sinh non. | ” |
| —John Fury, nói về việc đặt tên con khi sinh non thành công. | |   |

Tyson Luke Fury sinh ngày 12 tháng 8 năm 1988 tại vùng Wythenshawe của Manchester với mẹ là Amber và bố là John Fury, lớn lên ở Styal. Tyson Fury sinh non ba tháng và lúc sinh chỉ nặng 1 pound (450 g). Bố của ông, John Fury đã đặt tên anh là Tyson theo tên Mike Tyson, nhà vô địch thế giới hạng nặng vào thời điểm đó với ý niệm là đặt tên để hộ mệnh và hạnh phúc vì con của mình sống sót như một chiến binh sau ca sinh non. Fury là người gốc Ireland. Ông nội của anh đến từ Tuam, cũng là nơi bố anh sinh ra, người Fury cuối cùng có nguồn gốc Gaelic, lấy họ hiện tại của họ từ Ó Fiodhabhra. Bà ngoại của anh đến từ hạt Tipperary và mẹ anh sinh ra ở Belfast. Mặc dù xác định rõ ràng với di sản Ireland của mình, Tyson Fury đã gặp vấn đề trong việc có hai quốc tịch vì bố anh sinh ra ở hạt Galway, không được lưu trữ dân sự vào những năm 1960, và Irish Travellers vào thời điểm đó chỉ ghi nhận những ca sinh qua lễ rửa tội với nhà thờ. Sau khi đánh bại Wladimir Klitschko, Fury từng tuyên bố rằng: "Trở thành nhà vô địch hạng nặng thế giới không phải là một cuộc chiến khó khăn bằng việc chứng minh dân tộc Ireland của tôi."
Mẹ của ông, Amber tổng cộng đã mang thai 14 lần, nhưng chỉ có 4 người con sống sót. Một cô con gái, Ramona, sinh vào tháng 12 năm 1997 nhưng đã qua đời trong vài ngày. Ký ức này vẫn còn với Fury, lúc đó mới chín tuổi. Fury bắt đầu tập Quyền Anh khi mới 10 tuổi. Bố của anh ấy đã đóng vai trò là người huấn luyện anh cho đến năm 2011, khi bố anh chịu án tù vì cố ý gây thương tích trong ẩu đả người khác. Sau đó, chú của anh là Hughie Fury đã huấn luyện anh cho đến khi người chú qua đời vào năm 2014 và sau đó người huấn luyện là một chú khác, Peter Fury (huấn luyện viên của con trai Hughie Fury và Savannah Marshall), đặc biệt là huấn luyện Tyson chuẩn bị và cho cuộc chiến với Wladimir Klitschko. Peter Fury trước đó đã phải ngồi tù 10 năm vì từng hoạt động bất hợp pháp liên quan đến ma túy, xã hội đen ở Anh.
Gia đình Fury có lịch sử lâu đời trong thế giới Quyền Anh. Bố anh từng là võ sĩ những năm 1980 với biệt danh "Gypsy" John Fury, ban đầu là thi đấu tay trần, là võ sĩ Quyền Anh không có giấy phép lẫn võ sĩ Quyền Anh chuyên nghiệp. Bố anh có thành tích chuyên nghiệp 8–4–1, từng đối đầu cựu vô địch WBC thế giới Henry Akinwande. Em trai cùng cha khác mẹ của anh là Tommy Fury đã ra mắt chuyên nghiệp vào ngày 22 tháng 12 năm 2018 dưới sự hướng dẫn của nhà vô địch thế giới hai hạng cân Ricky Hatton. Fury cũng là anh em họ của một số võ sĩ chuyên nghiệp, bao gồm võ sĩ hạng nặng Hughie Fury, và Nathan Gorman, nhà vô địch thế giới hạng trung WBO đã nghỉ hưu Andy Lee và võ sĩ hạng dưới nặng Hosea Burton. Họ hàng xa của Fury bao gồm các võ sĩ tay trần Uriah Burton và Bartley Gorman, cả hai đều được coi là King of the Gypsies, do đó Fury có biệt danh là Gypsy King. Anh cũng tự gọi mình là The Furious One, và 2 Fast Fury.

### Nghiệp dư
Khi là võ sĩ nghiệp dư, Tyson Fury đã đại diện cho cả Anh và Ireland. Fury đã đại diện cho Ireland ba lần ở cấp độ quốc tế. Anh tham gia Câu lạc bộ Quyền Anh Holy Family ở Belfast, Bắc Ireland, và sau đó chuyển sang Câu lạc bộ Smithboro ở hạt Monaghan, Ireland. Trong một trận đấu đôi quốc tế với một đội Ba Lan vào năm 2007, đội Ireland đã thua chung cuộc 12–6; Tuy nhiên, Fury đã chiến thắng trong cả hai trận đấu của mình ở Rzeszów và Białystok. Trong một trận đấu khác của Ireland với Mỹ, Fury đã thắng trận bằng KO. Anh đã giành Huy chương Đồng tại Giải vô địch Quyền Anh trẻ thế giới AIBA năm 2006. Tại Anh, khi đại diện cho Học viện Quyền Anh Jimmy Egan ở Wythenshawe, Manchester, anh tham gia giải vô địch quốc gia cấp cao vào năm 2006 nhưng bị David Price đánh bại với tỷ số 22–8. Vào tháng 5 năm 2007, anh đã giành chức vô địch EU Junior, đánh bại Istvan Bernath trong trận chung kết. Vào tháng 7 năm 2007, anh đã giành được Huy chương Bạc tại European Junior Championship, thua Maxim Babanin trong trận chung kết.
Thời thiếu niên, Fury được xếp hạng ba thế giới sau vận động viên người Nga Maxim Babanin và Andrey Volkov, và không được chọn làm đại diện cho Vương quốc Anh tại Thế vận hội 2008 vì mỗi quốc gia bị hạn chế một võ sĩ cho mỗi hạng cân và David Price đã đã chọn. Anh cũng cố gắng vượt qua đăng ký vòng loại của Ireland nhưng không thành công. Phát biểu vào năm 2011, Fury nói rằng: "Đáng lẽ tôi phải tham dự Thế vận hội 2008 và giành huy chương vàng cho Ireland, nhưng tôi đã bị từ chối cơ hội để làm điều đó." Sau đó, anh cũng bị buộc phải rút lui khỏi đội tuyển Ireland khi một số tổ chức Quyền Anh Ireland đã đệ trình phản đối về tư cách hợp lệ của anh vì anh không sinh ra ở Ireland. Fury đã giành được danh hiệu hạng siêu nặng ABA vào năm 2008 khi đánh bại Damien Campbell với tỷ số 19–1, và chuyển sang chuyên nghiệp vào cuối năm đó. Vào thời điểm đó, anh nói rằng bàn thân cảm thấy vỡ mộng với Quyền Anh nghiệp dư, dẫn tới quyết định không chờ đến Thế vận hội 2012, kết thúc nghiệp dư với thành tích 31–4 (26 KO).

## Sự nghiệp chuyên nghiệp

### Giai đoạn đầu

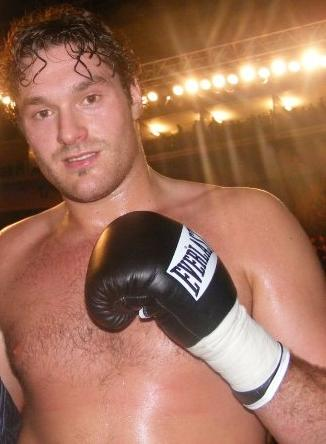
Tyson Fury ra mắt chuyên nghiệp 2008.

Tyson Fury ra mắt chuyên nghiệp ở tuổi 20 vào ngày 6 tháng 12 năm 2008 tại Nottingham, trong chuỗi trận đấu giữa Carl Froch v. Jean Pascal đấu với võ sĩ người Hungary Bela Gyongyosi (3–9–2), người mà Fury đã đánh bại qua TKO ở hiệp đầu tiên với một pha phối hợp tấn công đầu và thân thể. Sau đó, anh có thêm sáu trận đấu trong khoảng thời gian bảy tháng, đánh bại Marcel Zeller (21–3), Daniil Peratyakto (15–20), Lee Swaby (23–22–2), Matthew Ellis (20–6–1), Scott Belshaw (10–1) và Aleksandrs Selezens (3–6) đều thắng KO trong vòng 4 hiệp. Vào ngày 11 tháng 9 năm 2009, Fury đấu với John McDermott (25–5, 16 KO) để tranh đai hạng nặng nước Anh, và giành chiến thắng thông qua quyết định đồng thuận. Sau đó, Fury có thêm hai chiến thắng trước Tomas Mrazek (4–22–5) và Hans-Joerg Blasko (9–3) trước khi tái đấu với McDermott vào ngày 25 tháng 6 năm 2010. Fury đã giải quyết tranh cãi của trận đấu đầu tiên, khi đánh gục McDermott ba lần để giành chiến thắng TKO. Fury đã giành được danh hiệu hạng nặng người Anh lần thứ hai trong giai đoạn này. Anh tiếp tục thắng thêm võ sĩ người Mỹ Rich Power (12–0) và Zack Page (21–32–2), thắng KO Marcelo Luis Nacimento người Brazil (13–0) ở hiệp 5.
Vào ngày 23 tháng 7 năm 2011, Fury đối mặt với đối thủ hạng nặng bất bại Derek Chisora để tranh đai hạng nặng của Anh và Khối thịnh vượng chung Anh tại Wembley Arena ở London. Mặc dù Chisora 27 tuổi và Fury 22 tuổi, nhưng cả hai người đã vào trận với thành tích 14–0. Bất chấp kích thước và tầm với của Fury vượt trội, Chisora vẫn được đánh giá cao. Sau 12 hiệp đấu cam go, Fury đã giành chiến thắng thông qua quyết định đồng thuận 117–112, 117–112 và 118–111, trận đấu được chiếu trực tiếp trên Channel 5, England miễn phí. Nhà quảng bá Mick Hennessy cho biết trận đấu đạt đỉnh điểm với khoảng 3 triệu người xem.
Vào ngày 17 tháng 9 năm 2011, Fury đấu với đối thủ 32 tuổi, Nicolai Firtha (20–8–1, 8 KO) trong một trận đấu không có danh hiệu tại King's Hall, Belfast. Trong trận, hai hiệp mở màn đều do Fury kiểm soát. Trong hiệp 3, Firtha tung ra một cú đấm nặng khiến Fury gặp rắc rối. Fury giành lại quyền kiểm soát trận đấu ở hiệp tiếp theo và buộc trọng tài phải dừng cuộc đấu ở 2 phút 19 giây ở hiệp 5, thắng TKO. Trận đấu thu hút trung bình 1,03 triệu người xem trên Channel 5. Fury trở lại võ đài vào ngày 12 tháng 11 tại Event City ở Công viên Trafford, Manchester để bảo vệ danh hiệu hạng nặng Khối thịnh vượng chung Anh trước nhà vô địch hạng nặng người Canada bất bại Neven Pajkic (16–0, 5 KO). Fury đã sớm bị một phen hú vía sau khi bị đánh ngã ở hiệp 2 sau một cú đấm số 2 (straight) cực mạnh. Sau đó, Fury đã quay lại để đánh ngã Pajkic hai lần trong hiệp 3 và thêm một lần nữa, thắng TKO. Trận đấu thu hút trung bình 1,72 triệu người xem trên Channel 5.
| “                                               | Tôi vẫn bất bại. Tôi muốn nói rằng tôi đã sẵn sàng đối đấu với bất kỳ ai trên thế giới. Klitschkos [Anh em nhà Klitschko], mang họ tới đây. Người Mỹ, mang họ tới đây. Tomasz Adamek ư, anh ta quá bé so với tôi và tôi thấy một chiến thắng sớm cho mình. | ” |
| —Tyson Fury, tuyên bố sau trận thắng Maddalone. | |   |

Sau đó, Fury rời bỏ đai vô địch Anh và Khối thịnh vượng chung để theo đuổi tranh đai Ireland. Anh nói với giới truyền thông về quyết định bỏ đai của mình: "Tôi bỏ trống các danh hiệu ở Anh và Khối thịnh vượng chung, một số người nói đai này danh giá hơn danh hiệu của Ireland, nhưng với tôi thì không. Tôi đã bỏ trống những chiếc đai đó cho mục tiêu vô địch Ireland vì nó có ý nghĩa hơn đối với tôi. Tất cả những người của tôi đến từ Ireland. Tôi sinh ra ở Manchester nhưng tôi là người Ireland." Vào ngày 14 tháng 4 năm 2012, Fury đến Belfast để đấu tại Odyssey Arena để tranh đai hạng nặng người Ireland còn trống. Đối thủ của anh là võ sĩ kỳ cựu Martin Rogan (14–2, 7 KO). Fury đã đánh gục Rogan bằng một cú móc trái (cú đấm số 3, hook) ở hiệp ba. Rogan lại tiếp tục bị hạ gục ở hiệp 5 từ một pha tấn công phần giữ cơ thể, Rogan chịu thua. Trận đấu thu hút trung bình 1,33 triệu người xem trên Channel 5. Vào ngày 7 tháng 7, Fury tranh đai hạng nặng WBO Inter-Continental còn trống với võ sĩ người Mỹ Vinny Maddalone (35–7, 26 KO) tại Hand Arena ở Clevedon, Somerset. Trong trận, Maddalone nhập cuộc với thành tích 4–3 trong bảy trận đấu trước đó của mình. Fury đã cải thiện thành tích của mình lên 19–0 với với việc TKO ở hiệp 5 trước Maddalone. Anh lần lượt kiểm soát cuộc đấu ngay từ đầu và làm choáng váng Maddalone với một pha phối hợp trong hiệp mở màn, sau đó tung ra những cú đấm nặng và tạo ra vết cắt dưới mắt trái của đối thủ trong hiệp 4. Ở hiệp 5, trọng tài đã tuyên bố kết thúc trận đấu vì máu chảy ra từ vết cắt dưới mắt trái của Maddalone là quá nhiều, thua kỹ thuật vì chấn thương. Trận đấu thu hút trung bình 1,05 triệu người xem trên Channel 5.

### Chặng đường thăng tiến

#### Fury v. Johnson
Vào ngày 12 tháng 11 năm 2012, có thông báo rằng Fury sẽ đấu với ứng cử viên vô địch thế giới người Mỹ Kevin Johnson (28–3–1, 13 KO) trong chuỗi trận đấu danh hiệu WBC tại Odyssey Arena ở Belfast vào ngày 1 tháng 12. Fury nói: "Johnson chỉ là đối thủ thường mà tôi muốn ở giai đoạn này của sự nghiệp. Chúng tôi cần một chiến binh đẳng cấp thế giới và chúng tôi đã có một." Fury đã thắng nhờ quyết định đồng thuận trước Johnson. Sau 12 vòng đấu, các trọng tài cho điểm 119–110, 119–108 và 119–108 nghiêng về Fury. Nhiều hãng truyền thông bao gồm BBC và ESPN gọi cuộc chiến là một màn trình diễn ít thu hút. Fury tuyên bố rằng anh sẽ giành được một chiến thắng tốt, giống như đối thủ David Price đã làm trong trận đấu với Matt Skelton một đêm trước đó. Với chiến thắng này, Fury có thể thách đấu danh hiệu WBC, được nắm giữ vào thời điểm đó bởi Vitali Klitschko. Trận đấu thu hút trung bình 1,37 triệu người xem trên Channel 5.

#### Fury v. Cunningham
Vào ngày 20 tháng 2 năm 2013, có thông tin rằng Fury sẽ đấu với cựu vô địch thế giới hạng bán nặng người Mỹ Steve Cunningham (25–5, 12 KO) trong trận ra mắt tại Hoa Kỳ tại Nhà hát Madison Square Garden vào ngày 20 tháng 4. Trận đấu mang tính xác định vị trí số 2 thế giới đai IBF, người chiến thắng sau đó có thể được xếp đấu với đối thủ hạng nặng người Bulgaria bất bại Kubrat Pulev để giành vị trí thách đấu đương kim vô địch thế giới Wladimir Klitschko. Cunningham bước vào cuộc chiến trên đà phục hồi sau trận thua bởi quyết định gây tranh cãi trước Tomasz Adamek. Ở cân nặng, Cunningham nặng 95 kg, nhẹ hơn 44 pound (20 kg) so với Fury (115 kg). Trong trận, Fury đã thi đấu dữ dội trong hai hiệp đầu tiên, sau đó hạ gục đối thủ bằng KO ở hiệp 7. Trận đấu được phát sóng trên kênh NBC vào cuối giờ chiều và thu hút trung bình 1,2 triệu lượt người xem, cao nhất là 1,7 triệu lượt. Ở Anh, trận được phát sóng trên Channel 5 và thu hút trung bình 1,54 triệu người xem. Chiến thắng trước Cunningham đã giúp Fury xếp hạng 7 thế giới theo BoxRec, hạng 2 theo IBF, hạng 6 với WBC và hạng 5 với WBO.

#### Fury v. Abell
Vào ngày 24 tháng 1 năm 2014, đã có thông báo rằng Fury sẽ đấu với võ sĩ người Argentina Gonzalo Omar Basile (61–8, 27 KO) vào ngày 15 tháng 2. Vào ngày 5 tháng 2, Basile rút khỏi cuộc chiến do bị nhiễm trùng phổi, người thay thế là võ sĩ người Mỹ Joey Abell (29–7, 28 KO). Fury đã thắng TKO trận đấu ở hiệp 4. Trong trận, Abell có ưu thế ở hai hiệp đầu. Trong hiệp thứ ba, Fury đánh gục Abell bằng tay phải. Hai lần hạ gục tiếp theo ở hiệp 4 khiến Abell thua cuộc. Sau cuộc chiến, Fury tiến đến micrô, tuyên bố rằng: "Tyson too fast Fury, đó là cái tên tôi, đây là trận đấu vớ vẩn. Tôi muốn Wladimir Klitschko, anh ấy đang tránh mặt tôi, hãy bắt đầu với Wlad."

### Vô địch hạng nặng châu Âu

#### Fury v. Chisora II
Tyson Fury tái đấu với Derek Chisora vào ngày 26 tháng 7 năm 2014, cho chức vô địch châu Âu và một lần nữa tranh đai hạng nặng của nước Anh. Vào ngày 21 tháng 7, Chisora rút lui sau khi bị gãy xương tay trong quá trình luyện tập. Alexander Ustinov người Nga được đưa vào thay thế Chisora trong trận đấu dự kiến diễn ra tại Manchester Arena, tuy nhiên Fury rút khỏi trận đấu sau khi chú của anh và cựu huấn luyện viên Hughie Fury bị ốm nặng. Sau đó, Fury và Chisora đã lên lịch cho trận tái đấu vào ngày 29 tháng 11 năm 2014 tại ExCeL London. Fury đã chiến thắng một lần nữa sau khi chiếm ưu thế trong giao đấu bằng tư thế southpaw trong phần lớn cuộc đấu, mặc dù sở trường của Fury là thuận tay phải truyền thống. Fury sử dụng cú jab của mình để gây rắc rối cho Chisora bằng tầm tay dài hơn của mình để kiểm soát trận. Chisora không thực hiện được bất kỳ cú đấm nào. Sau trận, Fury nói: "Wladimir Klitschko, tôi đến vì anh, baby. Tôi đang đến. Không rút lui, không đầu hàng." Nhà quảng bá Mick Hennessy cho biết Fury có thể sẽ đấu một lần nữa trước khi thách đấu danh hiệu thế giới.

#### Fury v. Hammer
Vào ngày 26 tháng 12 năm 2014, Sky Sports News thông báo rằng Fury sẽ đấu một trận nữa trước khi thách đấu Klitschko cho các danh hiệu thế giới. Đối thủ của anh là Christian Hammer (17–3, 10 KO) và trận đấu diễn ra vào ngày 28 tháng 2 năm 2015 tại Nhà thi đấu O2 ở London. Fury cho biết anh muốn tìm kiếm một đối thủ sẽ mang đến cho mình một thách thức lớn hơn trước khi thách đấu Klitschko. Fury tiếp tục giành chiến thắng RTD ở hiệp 8 bằng quá trình chiếm ưu thế từ hiệp mở đầu và gia tăng sức tấn công từ hiệp 5 với một cú đấm móc ngắn bên phải. Sau trận đấu, Fury gọi Wladimir Klitschko một lần nữa, nói rằng anh đã sẵn sàng cho trận đấu vô địch thế giới của mình.

### Vô địch thống nhất hạng nặng thế giới

#### Fury v. Klitschko
Vào tháng 7 năm 2015, thông báo xác nhận rằng Fury sẽ đấu với Wladimir Klitschko nhằm giành đai WBA (Super), IBF, WBO, IBO, Lineal và danh hiệu The Ring hạng nặng. Ban đầu dự kiến vào ngày 24 tháng 10 năm 2015, trận đấu bị hoãn lại đến ngày 28 tháng 11 năm 2015 sau khi Klitschko dính chấn thương bắp chân. Đối với trận đấu này, Fury đã tập luyện với các võ sĩ quyền anh hạng nặng được xếp hạng cao nhất trong GLORY là Rico Verhoeven và Benjamin Adegbuyi. Trận đấu diễn ra tại Esprit Arena ở Düsseldorf, Đức. Vào đêm đấu, đã có một cuộc tranh cãi về găng tay, sau đó là khiếu nại về tấm bạt võ đài. Klitchsko được cho là đã bó găng tay mà không có sự hiện diện của người đại diện của Fury, vì vậy phải thực hiện lại. Fury giành chiến thắng sau 12 hiệp đấu bằng một quyết định đồng thuận. Các trọng tài cho điểm trận đấu là 115–112, 115–112, và 116–111. Klitschko và Fury đều tỏ ra ít sai lầm trong suốt 12 hiệp đấu, nhưng Fury linh hoạt hơn. Klitschko chính xác 52 trong số 231 cú đấm (23%) và Fury là 86/371 (23%).
Trong cuộc phỏng vấn sau trận đấu, Fury xúc động nói: "Đây là một giấc mơ trở thành sự thật. Chúng tôi đã làm việc rất chăm chỉ cho điều này. Tôi đã hoàn thành. Tôi muốn nói với Wladimir, anh là một nhà vô địch tuyệt vời." Klitchko trả lời rằng: "Tyson là người nhanh hơn và tốt hơn trong đêm nay. Tôi cảm thấy khá thoải mái trong sáu hiệp đầu tiên, nhưng tôi ngạc nhiên là Tyson cũng nhanh như vậy trong nửa còn lại [tổng 12 hiệp]. Tôi không thể tung cú đấm thuận tay vì lợi thế là anh ta có ưu thế khoảng cách." Vào ngày 8 tháng 12 năm 2015, IBF đã tước bỏ danh hiệu IBF của Fury, vì hợp đồng cho trận đấu với Klitschko có điều khoản tái đấu, không cho phép Fury đối mặt với võ sĩ thách đấu khác của IBF là Vyacheslav Glazkov. Và Fury chỉ giữ đai IBF trong 10 ngày.

#### Từ bỏ các danh hiệu thế giới
Sau nhiều tháng đàm phán, trận tái đấu với Klitschko được công bố vào ngày 8 tháng 4 năm 2016, lần này với trận đấu dự kiến diễn ra tại quê hương của Fury ở Manchester tại Manchester Arena vào ngày 9 tháng 7 năm 2016. Mặc dù đã đồng ý với các điều khoản cho trận tái đấu, Fury nói rằng anh không có động lực và đã tăng cân quá mức sau trận đấu đầu tiên, đã nặng hơn 330 pound (150 kg) trước tháng 4 năm 2016. Vào ngày 24 tháng 6 năm 2016, có thông báo rằng trận đấu này sẽ bị hoãn lại một ngày sau đó do Fury bị bong gân mắt cá chân trong quá trình luyện tập. Cùng ngày, Fury và anh họ Hughie Fury bị Tổ chức Chống Doping của Vương quốc Anh (UKAD) buộc tội có chứa chất bị cấm, cụ thể là nandrolone, từ một mẫu được lấy trước đó 16 tháng vào tháng 2 năm 2015. Tyson và Hughie kiên quyết phủ nhận cáo buộc. Vào ngày 23 tháng 9, Fury lại hoãn trận đấu sau khi được tuyên bố là không đủ sức khỏe về mặt y tế. ESPN đưa tin Fury đã thất bại trong cuộc kiểm tra ma túy đối với cocaine một ngày trước khi hoãn lần thứ hai. Fury cho biết có vấn đề với chứng trầm cảm sau khi xét nghiệm dương tính với cocaine.
Fury, Tự truyện hồi đáp Rolling Stone, 4 tháng 10 năm 2016.
Sức khỏe tinh thần của Fury giảm sút sau khi giành chức vô địch thế giới. Vào ngày 12 tháng 10 năm 2016, trong khi chờ điều tra về một vụ án chống doping về việc sử dụng cocaine, phát hiện nandrolone và bị cho là không đủ sức khỏe để thi đấu, Fury đã quyết định từ bỏ các đai hạng nặng WBA (Unified), WBO, IBO. Anh nói rằng: "Tôi đã giành được các danh hiệu trên võ đài và tôi tin rằng nó nên bị mất đi trên võ đài, nhưng tôi không thể bảo vệ vào lúc này và tôi đã đưa ra quyết định khó khăn và đầy cảm xúc để bây giờ chính thức rời khỏi các danh hiệu thế giới quý giá của mình và chúc các võ sĩ thống nhất tiếp theo có tất cả những điều tốt đẹp nhất vì bây giờ tôi bước vào một thử thách lớn khác trong cuộc đời [bệnh tâm lý] mà tôi biết, và như đối đầu với Klitschko, tôi sẽ chinh phục." Người quảng bá cho Fury, Mick Hennessy nói thêm: "Tyson vẫn sẽ là nhà vô địch hạng nặng thế giới trong mắt mọi người. Anh ấy đã đánh bại nhà vô địch thống trị nhất trong kỷ nguyên Quyền Anh hiện đại [Wladimir Klitschko] trong một đêm tuyệt vời ở Đức để giành được giải thưởng đó và điều đó sẽ không bao giờ thay đổi. Thật đau lòng khi thấy Tyson bỏ lỡ những danh hiệu thế giới mà anh ấy đã làm việc rất lâu và chăm chỉ trong suốt cuộc đời của mình, điều quan trọng nhất bây giờ là anh ấy nhận được sự điều trị y tế cùng với tình yêu thương của gia đình và bạn bè và sự hỗ trợ của thế giới Quyền Anh để thực hiện phục hồi hoàn toàn." Quyết định của Fury dựa trên việc không phải chịu áp lực truyền thông liên tục, cho phép anh có thời gian hồi phục và điều trị y tế chuyên nghiệp nhằm giải quyết các vấn đề về sức khỏe tâm thần cũng như dành thời gian cho gia đình. Vào ngày 13 tháng 10, Ban kiểm soát Quyền Anh của nước Anh đã quyết định đình chỉ giấy phép Quyền Anh của Fury. Vào ngày 1 tháng 2 năm 2018, Fury bị tước danh hiệu cuối cùng còn lại của anh, tức danh hiệu vô địch hạng nặng thế giới của tạp chí The Ring.

### Vấn đề với UKAD và BBBofC
Vào tháng 12 năm 2016, chú của Fury là Peter thông báo rằng Fury sẽ trở lại vào khoảng mùa Xuân năm 2017 và sẽ nhắm đến cuộc đấu với nhà vô địch WBC Deontay Wilder. Vào ngày 23 tháng 12, Fury đã đăng Twitter rằng anh đã khá hơn về tâm lý và trở lại tập luyện trước khi trở lại võ đài vào khoảng tháng 4 hoặc tháng 5 năm 2017. Dòng trạng thái của anh có nội dung: "2016 là năm ác mộng đời tôi, đã làm rất nhiều thứ tệ hại, nhưng lời hứa của tôi với các bạn là tôi sẽ trở lại vào năm 2017." Vào ngày 6 tháng 3 năm 2017, Fury đã thông báo rằng trận đấu trở lại của anh sẽ diễn ra vào ngày 13 tháng 5 năm 2017 và đàm phán với người quảng bá Frank Warren về những đối thủ có thể sắp xếp. Warren đã trở thành người quảng bá cho Fury sau khi Fury kết thúc hợp đồng với người quảng bá lâu năm Mick Hennessy. Ngày được ấn định cho sự trở lại của Fury là chuỗi trận sự kiện Josh Warrington bảo vệ danh hiệu WBC International hạng lông trước Kiko Martinez tại First Direct Arena ở Leeds. Vài giờ sau khi Fury thông báo về ngày trở lại, Ban kiểm soát Quyền Anh (BBBofC) của Anh đã công khai thông báo rằng Fury vẫn bị đình chỉ thi đấu và sẽ không tham gia đấu vào tháng 5. Điều này đã được xác nhận bởi Tổng thư ký BBBofC Robert Smith, tức lệnh cấm bắt đầu vào tháng 10 năm 2016 tiếp tục trì hoãn kéo dài. Warren nói với Reuters vào ngày 7 tháng 3 rằng: "Tôi muốn nhìn thấy anh ấy trở lại sàn đấu càng sớm càng tốt nhưng trước khi điều đó xảy ra, anh ấy có một số vấn đề cần giải quyết." Warren cũng nói về dự định khởi kiện BBBofC và UKAD.
Vào tháng 5 năm 2017, Tổng thư ký BBBofC Robert Smith cho biết rằng trường hợp của Fury là phức tạp và nó đã được hoãn lại. Vào tháng 9 năm 2017, Fury đã yêu cầu UKAD trả lời cho anh về việc cấm doping và khôi phục giấy phép thi đấu. Anh ta tin rằng mình đang bị đối xử bất công vì họ đã mất hơn một năm để trả lời, nói rằng thông thường vấn đề sẽ được giải quyết trong vòng vài tháng. Fury đã đăng tin rằng: "Tôi phải bị giữ lại giấy phép và không hoạt động trong bao lâu? Đã 15 tháng kể từ khi tôi bị điều tra, bạn đang ngăn một người đàn ông vô tội thực hiện việc mình cần làm để nuôi gia đình anh ta." UKAD tuyên bố không có khoảng thời gian cụ thể nào liên quan, bác bỏ nhận định rằng họ đang kéo dài phiên điều trần. Thay vào đó, họ nói rằng họ đang cố gắng giải quyết vấn đề càng sớm càng tốt.
Vào ngày 8 tháng 11 năm 2017, BBC Sport đưa tin rằng một phiên điều trần của UKAD sẽ diễn ra vào tháng 12. Do cuộc chiến pháp lý giữa Fury và UKAD, người ta tin rằng UKAD có khả năng bị khủng hoảng tài chính hoặc sẽ cần Chính phủ Anh cứu trợ. UKAD được báo cáo có ngân sách hàng năm là 8 triệu bảng Anh, và việc Fury không được thi đấu trong hai năm sẽ gây ra khả năng mất thu nhập có thể hơn 10 triệu bảng. UKAD đã hỏi chính phủ liệu họ có thể bảo lãnh vụ việc này hay không. Vào ngày 23 tháng 11, theo Robert Smith của BBBofC, một phiên điều trần đã được ấn định vào tháng 12 năm 2017. Vào ngày 25 tháng 11 năm 2017, Fury thông báo sự trở lại của mình sau khi ký hợp đồng với nhóm quản lý MTK Global. Ngày bắt đầu điều trần là ngày 11 tháng 12 đã được ấn định, với kết quả có thể xảy ra là Fury phải đối mặt với lệnh cấm bốn năm. Anh đã không tham dự phiên điều trần và để các phóng viên đợi bên ngoài địa điểm trong sáu giờ trước khi rời đi. Vào ngày 7 tháng 2 năm 2018, UKAD tiết lộ rằng họ đã chi 585.659 bảng Anh cho trường hợp Fury với 576.587 bảng Anh đã được trả cho công ty luật Bird & Bird ở London. Vào ngày 12 tháng 12, UKAD thông báo rằng họ đã đồng ý với Fury và BBBofC để giải quyết các cáo buộc. Theo đó, các lệnh đình chỉ tạm thời thời hạn hai năm từ ngày 13 tháng 12 năm  2015 đến nửa đêm ngày 12 tháng 12 năm 2017. BBBofC cho biết họ sẽ xem xét việc gia hạn giấy phép Quyền Anh của Fury vào tháng 1 năm 2018.

### Quay trở lại
Vào ngày 10 tháng 1 năm 2018, Fury thông báo rằng anh sẽ đăng ký lại giấy phép Quyền Anh của mình thông qua BBBofC. Một cuộc phỏng vấn đã diễn ra giữa Fury và BBBofC vào ngày 19 tháng 1, và tổ chức này đồng ý cấp giấy phép lại cho Fury miễn là anh gửi cho họ hồ sơ y tế với bác sĩ tâm lý thể hiện quá trình chữa bệnh tâm lý. Fury cho biết động lực để anh trở lại là Deontay Wilder, nói rằng: "Anh ta nói tôi không làm được, anh ta nói chắc chắn không phải Tyson Fury. Anh ta xong rồi đấy." Tại một cuộc họp báo ở London vào ngày 12 tháng 4 năm 2018, Fury thông báo rằng anh đã ký một hợp đồng nhiều trận đấu với Frank Warren's Queensberry Promotions của Frank Warren. Anh nói rằng dự định sẽ đấu ít nhất ba lần trước năm 2019, bắt đầu từ ngày 9 tháng 6 tại Manchester Arena. Trận đấu được xác nhận rằng sẽ được chiếu độc quyền trên BT Sport.

#### Fury v. Seferi
Vào ngày 20 tháng 5, Sefer Seferi, 39 tuổi, người Albania (23–1, 21 KO) được công bố là đối thủ của Fury trong trận đấu dạng 10 hiệp. Seferi là một vận động viên bán nặng trong sự nghiệp, đã từng tham trận một lần ở hạng nặng, thua Manuel Charr vào năm 2016. Fury nặng 276 pound (125 kg) ở trọng lượng lúc cân, nặng hơn Seferi 66 pound (30 kg). Fury đã giảm 112 pound (51 kg) để thi đấu, đã trải qua quá trình tăng cân nghiêm trọng lên tới gần 200 kg do các vấn đề sức khỏe tâm thần của mình. Ở trận này, Fury thắng sau khi Seferi nhận thua sau hiệp 4, bởi trúng những cú đấm lực sát thương cao. Trận đấu được phát sóng độc quyền trên BT Sport 1, đạt đỉnh 814.000 người xem trực tiếp.

#### Fury v. Pianeta
Vào ngày 12 tháng 7 năm 2018, thông báo công chúng Fury sẽ đấu với cựu tay vợt từng hai lần giữ đai thế giới Francesco Pianeta (35–4–1, 21 KO) vào ngày 18 tháng 8. Khi cân, Fury nặng 258 pound (117 kg), Pianeta nặng 115,5 kg. Vào ngày 30 tháng 7, có thông tin cho rằng đang có các cuộc đàm phán về một trận đấu diễn ra vào tháng 11 hoặc tháng 12 năm 2018 giữa Fury và Wilder (40–0, 39 KO). Vào ngày 31 tháng 7, Fury tuyên bố sự kiện thách đấu Wilder đã thỏa thuận 99%, chỉ còn phần nội dung về địa điểm và ngày diễn ra, Wilder đã được lên kế hoạch đến Belfast thúc đẩy đàm phán. Trong trận với Pianeta, Fury đã thi đấu trọn vẹn 10 hiệp, đánh bại Pianeta bằng quyết định đồng thuận tỷ số 100–90 nghiêng về Fury. Fury sau đó tiết lộ rằng anh không có ý định cố gắng kết thúc trận đấu sớm. Anh nói: "Tôi nghĩ đó là một trận Quyền Anh có tính toán. Tôi đã có 10 hiệp với một võ sĩ rất cứng rắn. Tôi đang thực hiện cú jab của mình, né những cú đấm của anh ta." Theo CompuBox, Fury đã tung chính xác 107/620 cú đấm (17%) và Pianeta là 37/228 cú đấm (16%).

### Tranh đai WBC và đai lục địa

#### Fury v. Wilder
Vào ngày 22 tháng 9, cả Fury và Wilder đều xác nhận họ đã ký hợp đồng và trận đấu sẽ diễn ra vào ngày 1 tháng 12 năm 2018. Theo Ủy ban Thể thao bang California, Wilder sẽ thu được một số tiền cơ bản được bảo đảm là 4 triệu USD và Fury được bảo đảm nhận ít nhất 3 USD. Bất chấp tuyên bố ban đầu của Frank Warren rằng doanh thu sẽ được chia 50–50, có thông tin tiết lộ rằng Wilder có thể kiếm được 14 triệu USD (11 triệu bảng Anh) và Fury sẽ kiếm được khoảng 10,25 triệu USD (8 triệu bảng Anh). Cả hai võ sĩ Quyền Anh sẽ thấy sự gia tăng này đối với quản thu cơ sở của họ sau khi nhận được phần trăm từ doanh thu trả cho phát sóng chương trình và vé xem trực tiếp. Buổi cân diễn ra vào ngày 30 tháng 11, bên ngoài Trung tâm Hội nghị Los Angeles, Fury nặng 116,3 kg, và Wilder là 96,4 kg.
Tại trận Trung tâm Staples, Wilder và Fury đã đấu với nhau 12 hiệp với kết quả hòa, đồng nghĩa với việc Wilder vẫn giữ được đai WBC của mình. Trọng tài người Mexico, Alejandro Rochin cho điểm trận đấu là 115–111 cho Wilder, trọng tài người Canada Robert Tapper chấm điểm trận đấu là 114–112 cho Fury và giám khảo người Anh Phil Edwards chấm cho trận hòa 113–113. Có nhiều quan điểm về quyết định này, nhiều người tin rằng Fury có vượt trội hơn và đúng ra là chiến thắng khi sử dụng chiến thuật không truyền thống sở trường của mình, đã dành phần lớn giao tranh bằng cách sử dụng bộ pháp để tránh những cú đấm lực lớn của Wilder và tránh xa tầm ra đòn. Hiệp 1 diễn ra thăm dò, Wilder cố gắng bẫy Fury vào góc đài, nhưng Fury đã né thành công liên tiếp. Trong hiệp 4, Wilder làm chảy máu mũi Fury bằng những cú jab lực lớn nhưng không thể kiểm soát trận. Trong hiệp 6, Fury chuyển sang tư thế southpaw và đã thành công phản chiến thuật tấn công của Wilder, dần kiểm soát trận trong hiệp 7. Trong hiệp 9, Wilder đã đánh gục Fury bằng một cú móc trái ngắn, sau đó là một cú đấm thẳng thuận tay phải. Từ hiệp 10, Wilder xuống nướng, điều này trở thành một lợi thế cho Fury khi anh thể hiện sức bền nổi bật của mình.
Theo thống kê của CompuBox, Wilder đạt tỷ lệ 71/430 (17%), và Fury là 84/327 (26%). Wilder trong trận đấu này kém chính xác hơn nhiều so với những trận đấu trước. Sau trận, cả hai người trả lời phỏng vấn. Wilder tuyên bố: "Tôi nghĩ với hai lần đánh gục, tôi chắc chắn thắng trận. Chúng tôi đã trút hết tâm huyết của mình vào đêm nay. Cả hai chúng ta đều là những chiến binh. Tôi lao vào những cú đấm của mình. Tôi không ngồi yên. Tôi đã quá do dự. Tôi bắt đầu mất kiểm soát cánh tay phải, và tôi không thể điều chỉnh được. Tôi lao vào với những cú đấm của mình. Đó là điều mà tôi thường không làm." Fury nói: "Tôi đang ở trên đất khách. Tôi đã bị đánh gục hai lần, nhưng tôi vẫn tin rằng mình đã thắng trong trận đấu đó. Tôi là một chuyên gia ở đây [trong trận]. Chúa phù hộ nước Mỹ. Gypsy King đã trở lại. Anh ta là một tay đấm đáng sợ, và tôi đã có thể tránh được điều đó. Thế giới biết tôi đã thắng trận. Tôi hy vọng tôi đã làm tất cả các bạn tự hào sau gần ba năm rời sàn đấu. Tôi đã cho thấy rằng mình có trái tim tốt để đứng dậy. Tôi đến đây tối nay, và tôi đã chiến đấu hết mình." Wilder và Fury đều tuyên bố là những võ sĩ mạnh nhất thế giới và cả hai đều hướng tới thống nhất Quyền Anh thế giới với Anthony Joshua. Fury hét lên: "Chicken! Chicken! Joshua, anh đang ở đâu?." Sự kiện này là một thành công về mặt thương mại. Trận đấu đã bán được khoảng 325.000 lượt mua PPP trên Showtime ở Hoa Kỳ, thu về khoảng 24 triệu USD, trận lớn nhất ở Mỹ từ 2003. Showtime bị trì hoãn phát sóng một tuần sau đó đã thu hút trung bình 488.000 người xem và đạt đỉnh 590.000 người xem. Mặc dù thành công về mặt thương mại, người quảng bá Bob Arum tin rằng nó rất ít ỏi so với tiềm năng của trận đấu. Arum cho biết Fury v. Wilder II có thể vượt qua Floyd Mayweather Jr. v. Manny Pacquiao, thu về hơn 600 triệu USD.

#### Fury v. Schwarz
Sau trận với Wilder, Fury đã có được một hợp đồng 5 trận đấu với ESPN và Top Rank trị giá 80 triệu bảng Anh (100 triệu USD). Anh đã trở lại sàn đấu tại MGM Grand Garden Arena ở Las Vegas trước nhà vô địch hạng nặng WBO Inter-Continental Tom Schwarz (24–0, 16 KO) vào ngày 15 tháng 6 năm 2019. Đây là trận chiến đầu tiên của Fury ở Las Vegas. Fury nặng 263 pound (119 kg), so với của Schwarz 106,8 kg. Trong trận, Fury kiểm soát hoàn toàn, đánh gục Schwarz hiệp một trước khi kết liễu TKO ở hiệp hai, giành lấy danh hiệu WBO Inter-Continental của Schwarz. Trong cuộc chiến, Fury cố tình sự dụng phản lực dãn hồi của dây thừng để né đòn của Schwarz, tạo ra tràng pháo tay từ 9.000 khán giả có mặt.

#### Fury v. Wallin
Fury tái đấu tại Las Vegas với cựu vô địch hạng nặng WBA Continental Otto Wallin (20–0, 13 KO) vào ngày 14 tháng 9, tại T-Mobile Arena. Nếu chiến thắng, Fury sẽ thiết lập trận tái đấu Deontay Wilder. Fury cân ở mức 115,4 kg, nhẹ nhất kể từ khi đối mặt với Klitschko vào năm 2015, khi nặng 247 pound (112 kg). Wallin là võ sĩ Thụy Điển nặng 236 pound (107 kg). Fury giành chiến thắng bằng quyết định đồng thuận 116–112, 117–111 và 118–110. Anh bị một vết cắt nghiêm trọng phía trên mắt phải ở hiệp thứ ba do một cú đấm móc ngắn bên trái, cũng như một vết cắt trên mí mắt phải do một pha đụng đầu vô tình ở hiệp thứ năm, ảnh hưởng đến thị lực của anh ta trong phần còn lại của trận đấu và khiến bác sĩ phải hỗ trợ trong hiệp sáu. Sau khi kiểm tra, Fury cho biết anh có thể tiếp tục và bác sĩ đã đồng ý. Theo CompuBox, Fury đạt tỷ lệ 179/651 cú đấm (27%) trong khi Wallin là 127/334 cú đấm (38%).

### Tranh đai WBC vàThe Ring

#### Fury v. Wilder II
Vào ngày 27 tháng 11 năm 2019, ESPN thông báo rằng Fury sẽ tái đấu với Deontay Wilder vào ngày 22 tháng 2 năm 2020. Trong quá trình chuẩn bị cho trận tái đấu, Fury đã chia tay với huấn luyện viên Ben Davison, người đã huấn luyện Fury từ cuối năm 2017 và giúp anh giảm số cân nặng đã tăng trong thời gian gián đoạn và phục hồi trở lại trạng thái chiến đấu. Sau đó, anh đã hợp tác với SugarHill Steward, cháu trai của huấn luyện viên Hall-of-Fame Emanuel Steward, và trở lại Kronk Gym, nơi anh từng được đào tạo một thời gian ngắn vào năm 2010. Trận tái đấu chính thức được công bố vào ngày 27 tháng 12 năm 2019 và địa điểm được đặt là MGM Grand Garden Arena ở Las Vegas. Hợp đồng thi đấu bao gồm một điều khoản trong đó người thua cuộc có thể yêu cầu thêm một trận tái đấu, tức tổng ba trận.
Khi cân, Fury nặng 273 pound (124 kg), Wilder nặng 231 pound (105 kg), nặng nhất trong sự nghiệp của Wilder. Fury bắt đầu trận bằng cách chiếm lấy tâm của sàn đấu và thiết lập hệ thống jab của mình. Ông tìm kiếm một số cú tấn công lực lớn, trong khi tránh những cú xoay người của Wilder. Trong hiệp thứ ba, Fury hạ Wilder bằng một đòn thẳng tay phải khiến Wilder phải đếm số và mất nhiều máu ở tai trái. Wilder ngã xuống sàn thêm hai lần nữa, nhưng họ đã bị trọng tài Kenny Bayless cho là trượt chân, trước khi Fury đánh hạ Wilder một lần nữa ở hiệp thứ năm bằng một pha phối hợp tốc độ cao của cú hook. Wilder đứng vững một lần nữa, nhưng không thể tập trung nhiều để phản công vì chảy máu từ miệng cũng như tai. Trận đã bị dừng lại giữa hiệp thứ bảy sau một loạt các cú đánh mạnh từ Fury khiến Wilder thất thế.
Theo CompuBox, Fury đạt tỷ lệ 82/267 cú đấm (31%), bao gồm 58/160 cú đấm sức mạnh lớn (36%), còn Wilder là 34/141 cú đấm (24%), bao gồm 18/55 cú đấm sức mạnh (33%). Fury đã nhận được nhiều lời khen ngợi cho màn trình diễn của mình, nhiều người tin rằng trận này đã tạo nên một trong những câu chuyện quay trở lại sự nghiệp Quyền Anh hay nhất từng thấy, và một số nói rằng chiến thắng đã đưa anh trở thành một trong những võ sĩ Quyền Anh hạng nặng vĩ đại nhất trong lịch sử. Nó khiến anh trở thành võ sĩ đầu tiên đánh bại hai nhà vô địch thế giới có 10 lần bảo vệ đai thế giới của họ (Klitschko với 18 lần bảo vệ và Wilder với 10 lần bảo vệ). Fury cũng trở thành võ sĩ hạng nặng thứ ba, sau Muhammad Ali và Floyd Patterson, hai lần giành danh hiệu The Ring, và là võ sĩ hạng nặng đầu tiên trong lịch sử từng giữ đai WBA (Super), WBC, IBF, WBO, và The Ring. Với doanh thu là 16.916.440 USD cuộc đấu đã phá kỷ lục cho một trận đấu hạng nặng ở Nevada do trận Evander Holyfield v. Lennox Lewis II đạt vào tháng 11 năm 1999.

#### Fury v. Wilder III
Deontay Wilder đã kích hoạt điều khoản hợp đồng cho trận tái đấu thứ hai với Tyson Fury sau thất bại trước Fury trong trận tái đấu đầu tiên. Trận thứ ba dự kiến được lên lịch vào tháng 7 năm 2020, nhưng sau đó đã bị hoãn lại do đại dịch COVID-19. Vào ngày 11 tháng 6 năm 2020, Eddie Hearn, người quảng bá của Anthony Joshua đã thông báo rằng Fury và Joshua đã đồng ý một thỏa thuận đấu, với điều kiện Fury đánh bại Wilder và Joshua đánh bại đối thủ bắt buộc, Kubrat Pulev. Bob Arum, người quảng bá của Fury cho biết vào tháng 8 năm 2020, WBC đã phê duyệt hợp đồng bộ ba trận và điều đó cung cấp cho các điều khoản hoãn trận. Vào ngày 12 tháng 10 năm 2020, Fury thông báo rằng anh đã chuẩn bị cho trận đấu với Wilder. Tuy nhiên trận đấu tiếp tục bị kéo dài ra, làm trì hoãn một loạt các trận đấu với Joshua và anh chưa được lên sàn đấu trong một thời gian dài.
Vào ngày 17 tháng 5 năm 2021, trận thống nhất đai được đề xuất giữa Fury và Joshua bị hoãn do phán quyết của Hội đồng Trọng tài rằng Fury sẽ phải tuân theo một điều khoản hợp đồng quy định trận đấu thứ ba với Wilder. Vào ngày 22 tháng 5 năm 2021, Fury thông báo trong buổi phát sóng José Ramírez v. Josh Taylor trên ESPN rằng anh đã ký hợp đồng cho trận chiến thứ ba cùng Wilder, và ESPN đã chiếu đoạn phim về việc ký hợp đồng với Fury. Trước cuộc họp báo trước trận đấu của họ vào ngày 15 tháng 6, địa điểm chính thức được xác nhận là T-Mobile Arena ở Las Vegas, nơi Fury trước đó đã đánh bại Otto Wallin vào ngày 14 tháng 9 năm 2019. Trận đấu bị hoãn lại từ ngày 24 tháng 7 cho đến ngày 9 tháng 10, sau khi vùng tập luyện của Fury bị bùng phát COVID-19.
Vào đêm trận, cả hai võ sĩ có những chiến thuật khác nhau, Wilder: tung toàn lực trong sáu hiệp đầu; và Fury: duy trì sức bền tương đương trong cả 12 hiệp. Wilder đã khởi đầu rất tốt, tung những cú đấm hạng nặng vào ngực và bụng của Furry. Giữa hiệp ba, Fury đẩy Wilder vào góc đài bằng một loạt đòn tay phải lực lớn. Wilder đã đánh gục Fury bằng một cú đánh tay phải ngắn sức sát thương kinh khủng, hai lần trong hiệu 4. Nhưng sau hiệp này, Wilder xuống sức, trong khi Fury dù bị đánh gục những hai lần nhưng vẫn hồi phục sức bền khó tin, quay trở lại kiểm soát trận. Trong hiệp thứ mười, Wilder bị dính một cú móc phải cực mạnh, bị đánh gục. Với việc Wilder bị thương nặng và chảy máu, Fury đã kết liễu đối thủ của mình ở hiệp 11 bằng một cú móc phải, giành chiến thắng TKO. Fury sau đó tuyên bố rằng: "Ngay lúc này, tôi là võ sĩ hạng nặng vĩ đại nhất kỷ nguyên này, không còn nghi ngờ gì nữa."

## Các hoạt động khác
Bên cạnh sự nghiệp Quyền Anh chuyên nghiệp, Tyson còn tham gia vào các hoạt động khác trong xã hội. Vào tháng 9 năm 2019, nhà xuất bản Penguin Random House Century đã xuất bản cuốn tự truyện của Fury, có tựa đề Behind the Mask: My Autobiography. Nó được phát hành vào ngày 14 tháng 11 năm 2019 và đạt vị trí bán chạy số một trên Amazon sau 24 giờ phát hành. Fury xuất hiện trong một bộ phim tài liệu gồm 4 phần của ITV có tên Meet the Furys, theo chân gia đình Fury trong khi Tyson chuẩn bị tham trận ở Las Vegas lần đầu tiên. ITV sau đó đã thực hiện một bộ phim tài liệu khác về Fury, có tựa đề Tyson Fury: The Gypsy King, diễn ra Fury và gia đình của anh ta trong quá trình xây dựng trận tái đấu Wilder. Fury nổi tiếng với thói quen hát ngẫu hứng, thường xuyên thu hút sự chú ý của giới truyền thông khi hát các bài hát trên võ đài Quyền Anh sau các trận đấu và trong các sự kiện quảng cáo. Năm 2019, Fury xuất hiện với tư cách là ca sĩ khách mời trong album phòng thu The Christmas Present của ca sĩ kiêm nhạc sĩ người Anh Robbie Williams, cho bài hát "Bad Sharon".
Bên cạnh đó, Fury đã bày tỏ sự quan tâm đến việc thi đấu trong MMA. Vào tháng 11 năm 2019, anh đã có một buổi tập với Darren Till, người cho biết có 70% khả năng Fury sẽ thi đấu MMA. Fury cũng đề cập rằng Conor McGregor đã đề nghị huấn luyện anh nếu anh chuyển sang MMA. Vào ngày 12 tháng 11 năm 2020, cuốn sách thứ hai của Fury có tựa đề The Furious Method được xuất bản. Đây là một cuốn sách tự lực, về những lời khuyên tạo cảm hứng cho người đọc về cách có thể cải thiện sức khỏe thể chất và tinh thần của mình. Cuốn sách là một thành công về mặt thương mại và là một cuốn sách bán chạy nhất của Sunday Times.

## Hình tượng công cộng

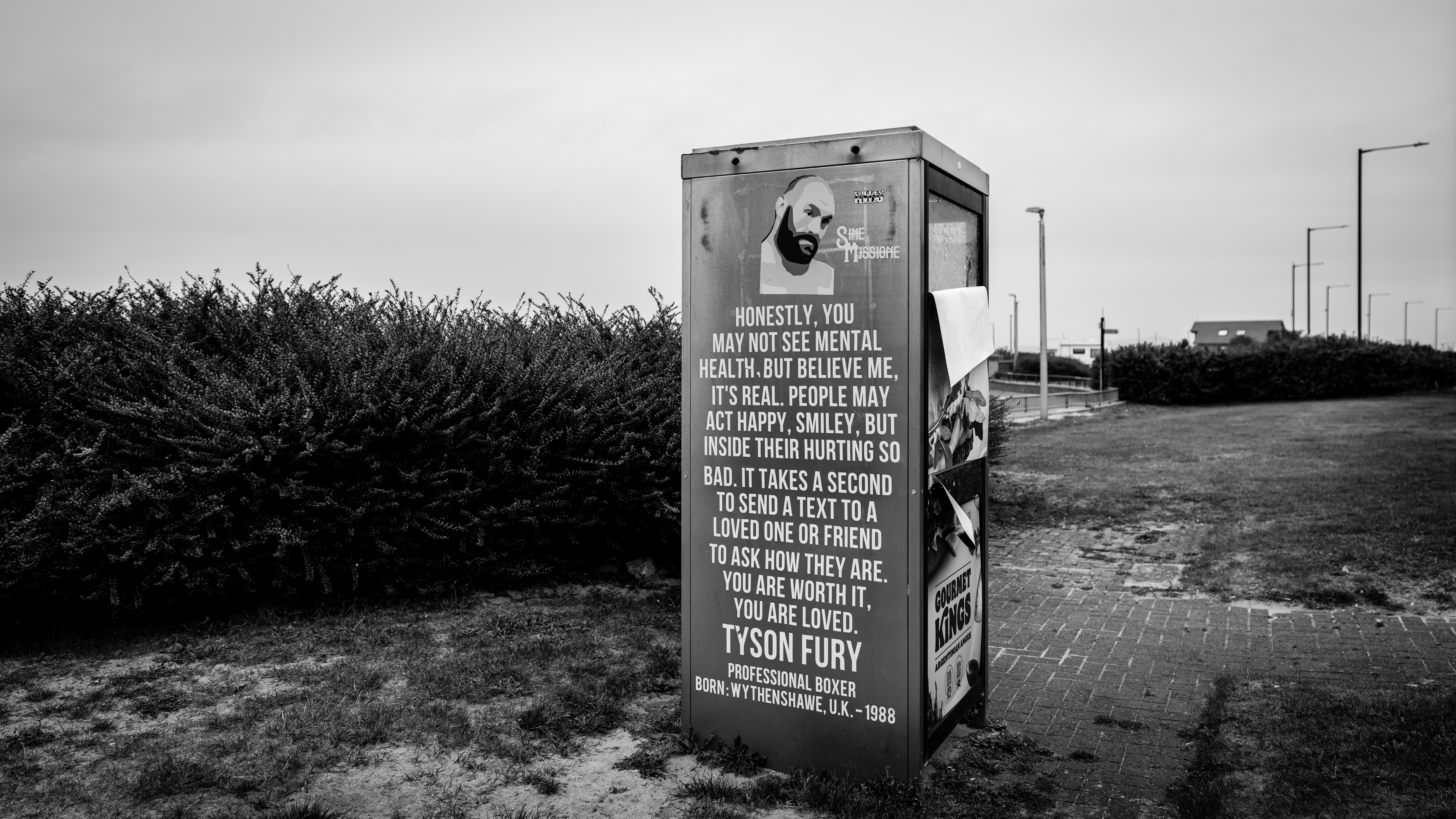
Trụ hình công cộng có dán ảnh và câu nói của Tyson Fury.

Sau khi Fury trở thành nhà vô địch thế giới năm 2015, giới truyền thông Anh bắt đầu soi mói những gì anh đã nói trong quá khứ. Anh nhận những lời chỉ trích vì đã từng nói rằng anh sẽ "treo cổ" em gái của mình nếu cô ấy lăng nhăng, cũng như những bình luận được đưa ra trong một cuộc phỏng vấn trước trận với Klitschko, trong đó ông phản đối phá thai, ấu dâm và đồng tính luyến ái vì cho rằng việc hợp pháp hóa những hành vi này sẽ phá hoại Kinh Thánh. Fury đã được đề cử cho Giải thưởng Nhân cách thể thao của năm 2015 của BBC nhưng khoảng 140.000 người đã ký bản ý kiến phản đối vì Fury chống lại cộng đồng đồng tính luyến ái. Fury cuối cùng đã đứng thứ tư trong giải thưởng SPOTY. Fury trước đó được biết đến với những trò hề thu hút sự chú ý, chẳng hạn như đến một cuộc họp báo trên một chiếc Lamborghini và mặc trang phục Batman. Mặc dù Fury đã tuyên bố sẽ kiềm chế hành vi giải trí của mình, nhưng anh vẫn được biết đến với tính cách sôi nổi, người quảng bá Bob Arum nói rằng "chưa thấy một võ sĩ nào có sức hút như vậy kể từ thời Muhammad Ali." Kể từ khi trở lại sàn đấu và màn trình diễn nổi bật ấy trước Wilder, Fury đã được mệnh danh là The People's Champion do cuộc thảo luận cởi mở và trung thực về các cuộc chiến chống lại căn bệnh tâm lý và quay trở lại sức khỏe tinh thần. Anh là đại sứ cho tổ chức từ thiện sức khỏe tâm thần của cựu vô địch thế giới người Anh Frank Bruno, The Frank Bruno Foundation.

## Đời tư
Tyson Fury gặp vợ Paris (nhũ danh Mullroy) năm 2005, khi cô 15 tuổi và anh 17 tuổi. Giống như Fury, Paris là một tín đồ Công giáo và lớn lên trong một gia đình di dân Ireland. Họ bắt đầu hẹn hò vào năm 2006, và kết hôn vào năm 2008 tại Nhà thờ Công giáo St. Peter in Chains ở Doncaster, South Yorkshire. Cặp đôi có với nhau sáu người con: ba con trai (tất cả đều được đặt tên là Prince) và ba con gái. Fury cũng cho biết anh đặt tên con trai đầu lòng của mình theo tên Prince Naseem Hamed, võ sĩ yêu thích của anh ở Anh. Paris bị sẩy thai trước trận đấu bị hủy bỏ của Fury với Ustinov vào năm 2014, và cũng mất một đứa con khác vào ngày Fury trở lại trận đấu với Seferi vào năm 2018. Fury và gia đình sống ở Morecambe, Lancashire. Vào tháng 9 năm 2015, anh bày tỏ sự quan tâm đến việc tranh cử với tư cách là một ứng cử viên độc lập để trở thành Nghị sĩ Quốc hội Vương quốc Anh cho Morecambe và Lunesdale, cho rằng Chính phủ Anh quá chú trọng vào việc cung cấp các dịch vụ cho người nhập cư và không đủ cho những người vô gia cư và những người nghiện ma túy và rượu. Anh cũng cho rằng Anh nên rời khỏi Liên minh châu Âu.
Vào tháng 4 năm 2016, Fury nói về biệt danh The Gypsy King, cái tên nhận được bình luận nhiều chiều, trong đó có cả chỉ trích lạm dụng từ ngữ chủng tộc, anh nói rằng: "Tôi là một người Digan và chỉ có thế. Tôi sẽ mãi là một người Digan, tôi sẽ không bao giờ thay đổi. Tôi sẽ luôn béo và trắng và thế là xong. Tôi là nhà vô địch vậy mà lại bị coi là kẻ vô tích sự." Về sở thích khác, Fury thích xem bóng đá và là một cổ động viên của Manchester United, đến Old Trafford để xem các trận đấu. Anh cũng ủng hộ đội tuyển quốc gia Anh, đã lái xe từ nhà ở Morecambe đến Nice, Pháp để có mặt trong số những người hâm mộ tuyển Anh cổ vũ Euro 2016.

## Thống kê sự nghiệp
| Thống kê Quyền Anh chuyên nghiệp |          |        |
| 35 trận                          | 34 thắng | 0 thua |
| Bằng knockout                    | 24       | 0      |
| Bằng quyết định trọng tài        | 10       | 0      |
| Hòa                              | 1        | 1      |

| Số | Kết quả | Chỉ số | Đối thủ                 | Dạng | Thời gian     | Ngày       | Địa điểm                                       | Ghi chú                                                    |
| -- | ------- | ------ | ----------------------- | ---- | ------------- | ---------- | ---------------------------------------------- | ---------------------------------------------------------- |
| 32 | Thắng   | 31–0–1 | Deontay Wilder          | KO   | 11 (12), 1:10 | 9/10/2021  | T-Mobile Arena, Paradise, Nevada               | Giữ đai WBC và The Ring hạng nặng                          |
| 31 | Thắng   | 30–0–1 | Deontay Wilder          | TKO  | 7 (12), 1:39  | 22/2/2020  | MGM Grand Garden Arena, Paradise, Nevada       | Giành đai WBC và The Ring hạng nặng tạm thời               |
| 30 | Thắng   | 29–0–1 | Otto Wallin             | UD   | 12            | 14/9/2019  | T-Mobile Arena, Paradise, Nevada               |                                                            |
| 29 | Thắng   | 28–0–1 | Tom Schwarz             | TKO  | 2 (12), 2:54  | 15/6/2019  | MGM Grand Garden Arena, Paradise, Nevada       | Giành đai WBO Inter-Continental hạng nặng                  |
| 28 | Hòa     | 27–0–1 | Deontay Wilder          | SD   | 12            | 1/12/2018  | Trung tâm Staples, Los Angeles, California     | Tranh đai WBC hạng nặng                                    |
| 27 | Thắng   | 27–0   | Francesco Pianeta       | PTS  | 10            | 18/8/2018  | Windsor Park, Belfast, Northern Ireland        |                                                            |
| 26 | Thắng   | 26–0   | Sefer Seferi            | RTD  | 4 (10), 3:00  | 9/6/2018   | Manchester Arena, Manchester                   |                                                            |
| 25 | Thắng   | 25–0   | Wladimir Klitschko      | UD   | 12            | 28/11/2015 | Esprit Arena, Düsseldorf                       | Giành đai WBA (Super), IBF, WBO, IBO và The Ring hạng nặng |
| 24 | Thắng   | 24–0   | Christian Hammer        | RTD  | 8 (12), 3:00  | 28/2/2015  | The O2 Arena, London                           | Giữ đai WBO International hạng nặng                        |
| 23 | Thắng   | 23–0   | Derek Chisora           | RTD  | 10 (12), 3:00 | 29/11/2014 | ExCeL, London                                  | Giành đai châu Âu, WBO International, và đai nước Anh      |
| 22 | Thắng   | 22–0   | Joey Abell              | TKO  | 4 (10), 1:48  | 15/2/2014  | Copper Box Arena, London                       |                                                            |
| 21 | Thắng   | 21–0   | Steve Cunningham        | KO   | 7 (12), 2:55  | 20/4/2013  | The Theater at Madison Square Garden, New York |                                                            |
| 20 | Thắng   | 20–0   | Kevin Johnson           | UD   | 12            | 1/12/2012  | Odyssey Arena, Belfast, Northern Ireland       |                                                            |
| 19 | Thắng   | 19–0   | Vinny Maddalone         | TKO  | 5 (12), 1:35  | 7/7/2012   | Hand Arena, Clevedon                           | Giành đai WBO Inter-Continental tạm thời hạng nặng         |
| 18 | Thắng   | 18–0   | Martin Rogan            | TKO  | 5 (12), 3:00  | 14/4/2012  | Odyssey Arena, Belfast, Northern Ireland       | Giành đai Ireland hạng nặng                                |
| 17 | Thắng   | 17–0   | Neven Pajkic            | TKO  | 3 (12), 2:44  | 12/11/2011 | EventCity, Manchester                          | Giữ đai Thịnh vượng chung Anh hạng nặng                    |
| 16 | Thắng   | 16–0   | Nicolai Firtha          | TKO  | 5 (12), 2:19  | 18/9/2011  | King's Hall, Belfast, Northern Ireland         |                                                            |
| 15 | Thắng   | 15–0   | Derek Chisora           | UD   | 12            | 23/7/2011  | Wembley Arena, London                          | Giành đai Thịnh vượng chung Anh hạng nặng                  |
| 14 | Thắng   | 14–0   | Marcelo Luiz Nascimento | KO   | 5 (10), 2:48  | 19/2/2011  | Wembley Arena, London                          |                                                            |
| 13 | Thắng   | 13–0   | Zack Page               | UD   | 8             | 19/12/2010 | Colisée Pepsi, Quebec                          |                                                            |
| 12 | Thắng   | 12–0   | Rich Power              | PTS  | 8             | 10/9/2010  | York Hall, London                              |                                                            |
| 11 | Thắng   | 11–0   | John McDermott          | TKO  | 9 (12), 1:08  | 25/1/2010  | Brentwood Centre Arena, Brentwood              | Giành đai nước Anh tạm thời hạng nặng                      |
| 10 | Thắng   | 10–0   | Hans-Jörg Blasko        | TKO  | 1 (8), 2:14   | 5/3/2010   | Leisure Centre, Huddersfield                   |                                                            |
| 9  | Thắng   | 9–0    | Tomas Mrazek            | PTS  | 6             | 26/9/2009  | The O2, Dublin                                 |                                                            |
| 8  | Thắng   | 8–0    | John McDermott          | PTS  | 10            | 11/9/2009  | Brentwood Centre Arena                         | Giành đai nước Anh hạng nặng                               |
| 7  | Thắng   | 7–0    | Aleksandrs Selezens     | TKO  | 3 (6), 0:48   | 18/7/2009  | York Hall, London                              |                                                            |
| 6  | Thắng   | 6–0    | Scott Belshaw           | TKO  | 2 (8), 0:52   | 23/5/2009  | Colosseum, Watford                             |                                                            |
| 5  | Thắng   | 5–0    | Matthew Ellis           | KO   | 1 (6), 0:48   | 11/4/2009  | York Hall, London                              |                                                            |
| 4  | Thắng   | 4–0    | Lee Swaby               | RTD  | 4 (6), 3:00   | 14/3/2009  | Aston Events Centre, Birmingham                |                                                            |
| 3  | Thắng   | 3–0    | Daniil Peretyatko       | TKO  | 2 (6), 3:00   | 28/2/2009  | Showground, Norwich                            |                                                            |
| 2  | Thắng   | 2–0    | Marcel Zeller           | TKO  | 3 (6), 2:50   | 17/1/2009  | DW Stadium, Wigan                              |                                                            |
| 1  | Thắng   | 1–0    | Béla Gyöngyösi          | TKO  | 1 (6), 2:14   | 6/12/2008  | National Ice Centre, Nottingham                |                                                            |